# ريني هاريس
ريني هاريس (بالإنجليزية: Rennie Harris)‏ هو مصمم رقص أمريكي، ولد في 28 يناير 1964 في فيلادلفيا في الولايات المتحدة.